# Пуэнтес (футбольный клуб)
Клуб Депортиво Пуэнтес — испанский футбольный клуб из Пуэнтес-де-Гарсия-Родригеса, Галисия. Основан в 1960 году, в настоящее время играет в группе 1 испанской Терсеры. Стадион куба «О Побоадо» вмещает две тысячи болельщиков.
Наиболее успешный период клуба — конец 80-х — конец 90-х, всё это время, за исключением двух сезонов, клуб провёл в Сегунде B. Лучшим достижением команды является четвёртое место в сезоне 1991/92. В 2000-х у клуба был неудачный период, «Пуэнтес» семь сезонов провёл в региональной лиге, но в сезоне 2010/11 вернулся в Терсеру, где выступает и по сей день.

## История названия
- Кальво Сотело (1960—1969)
- Пуэнтес (1969—1984; 2001—н. в.)
- Эндеса Пуэнстес (1984—2001)